# آرک (اود)
آرک (به فرانسوی: Arques) یک کمون در فرانسه است که در canton of Couiza واقع شده‌است. آرک ۱۸٫۵۳ کیلومتر مربع مساحت دارد ۳۵۶ متر بالاتر از سطح دریا واقع شده‌است.